# Difensore civico regionale
Il difensore civico regionale è un organo amministrativo che ha il compito di garantire i cittadini da possibili abusi delle amministrazioni regionali.
Si qualifica come organismo di garanzia, dotato di penetranti poteri di indagine e del potere di divulgare le proprie conclusioni, con il compito di tutelare il cittadino di fronte ad inefficienze della Pubblica Amministrazione e di contribuire al miglioramento di quest’ultima.
Punto fermo è la configurazione quale Autorità amministrativa indipendente sui generis con ampie prerogative di autonomia e indipendenza rispetto ai vertici politici, con peculiarità che lo diversifica dalle Autorità amministrative indipendenti propriamente dette e con funzioni “paragiurisdizionali” a tutela dei diritti e degli interessi dei cittadini.
Recentemente,  la Conferenza dei Presidenti delle Assemblee legislative delle Regioni e delle Province autonome ha approvato un documento, avvalendosi del lavoro di un gruppo tecnico istituitosi ad hoc: le “Linee di indirizzo in merito alla disciplina degli Organi di Garanzia”, approvate il 26 settembre del 2019 dall’Assemblea planaria della Conferenza, che concerne anche la figura del Difensore civico. L’obiettivo è quello di muovere un primo passo di armonizzazione nei confronti di una legislazione regionale che si è sedimentata nel tempo in modo tutt’altro che uniforme da Regione a Regione.
Nel 2019 risultano 18 i Difensori civici regionali o delle province autonome (o Garanti che riuniscono in sé anche le attribuzioni del Difensore civico) in carica.
Queste le Regioni e le Province autonome che hanno previsto tale istituto nei rispettivi statuti o in apposite leggi regionali: Abruzzo, Basilicata, Campania, Emilia-Romagna, Friuli Venezia Giulia, Lazio, Liguria, Lombardia, Marche (Garante dei diritti della persona, in precedenza denominato Ombudsman), Molise (Garante dei diritti della persona), Piemonte, Umbria, Sardegna, Toscana, Valle d’Aosta e Veneto (Garante dei diritti della persona), nonché le Province autonome di Bolzano e Trento. In Calabria e in Puglia il Difensore civico non è mai stato nominato a tutto il 2019. La figura del Difensore civico non è prevista normativamente dalle Regioni Sicilia e Trentino-Alto Adige (dove però la Regione ha delegato interamente ai due Difensori civici delle Province autonome le competenze nei confronti della Regione nei rispettivi territori).
Il ruolo del Difensore civico è stato rafforzato con l'approvazione del D.lgs. 97/2016 (Revisione e semplificazione delle disposizioni in materia di prevenzione della corruzione, pubblicità e trasparenza), del c.d. F.O.I.A. italiano (Freedom of Information Act), in materia di accesso civico generalizzato. Nonché dalla Legge 24/2017 (Disposizioni in materia di sicurezza delle cure e della persona assistita, nonché in materia di responsabilità professionale degli esercenti le professioni sanitarie) laddove l’art. 2 attribuisce alle Regioni la facoltà di affidare la funzione di Garante per il diritto alla salute al Difensore civico regionale.
I Difensori civici regionali, assieme alle altre figure di garanzia che si occupano a livello territoriale di diritti dell’infanzia e diritti dei detenuti, contribuiscono all’impegno dell’Italia per costruire globalmente istituzioni solide per la pace la giustizia e i diritti umani, come previsto dall’Obiettivo 16 dell’Agenda 2030, e in particolare dal traguardo 16.10 (Garantire un pubblico accesso all’informazione e proteggere le libertà fondamentali, in conformità con la legislazione nazionale e con gli accordi internazionali).
Va segnalato che, nel marzo del 2019, il Consiglio d’Europa (Principi di Venezia) ha pubblicato un insieme di principi per la protezione e la promozione dell’istituto del Difensore civico, ribadendone il ruolo a tutela dei diritti dei cittadini: “I difensori civici sono importanti per la democrazia, perché agiscono in maniera indipendente contro casi di mala amministrazione e contro presunte violazioni dei diritti umani e svolgono un ruolo cruciale di fronte ai governi e ai Parlamenti, che devono accettare le critiche.  In quanto interfaccia tra l’amministrazione e i cittadini, i difensori civici sono a volte il primo e ultimo ricorso per porre rimedio alle violazioni dei diritti umani”.

## Il Coordinamento nazionale ed internazionale dei Difensori civici
Il Coordinamento nazionale dei Difensori civici delle Regioni e delle Province autonome è un organismo associativo di cui fanno parte tutti i Difensori civici. Lo stesso opera per la concertazione e la valorizzazione del ruolo istituzionale della difesa civica in Italia, ponendo in essere un’attività di confronto e condivisione delle best practices, nonché promuovendo iniziative, anche in collaborazione con altri soggetti istituzionali, volte alla divulgazione delle sue competenze, con riferimento a temi specifici.
Il Coordinamento è composto dai Difensori civici in carica delle Regioni e delle Province autonome e opera attraverso la segreteria di un Difensore civico eletto collegialmente quale Presidente dello stesso, affiancato da due Vicepresidenti. L’incarico di Presidente del Coordinamento è  ricoperto da Andrea Nobili, Difensore civico della Regione Marche, coadiuvato dai Vice Enrico Formento Dojot, Difensore civico della Valle d’Aosta, e Sandro Vannini, Difensore civico della Toscana.
Il Coordinamento ha sede a Roma presso la Conferenza dei Presidenti delle Assemblee legislative delle Regioni e delle Province autonome dove si riunisce abitualmente. Oltre agli incontri periodici che si tengono a Roma si riunisce, a rotazione, in altre città, per discutere questioni rilevanti, relative agli sviluppi e alle problematiche relativi al funzionamento della difesa civica in Italia.
A livello europeo e internazionale, il Coordinamento e i Difensori civici hanno la possibilità di relazionarsi con l'European Ombudsman Institute (EOI) e con  l’International Ombudsman Institute (IOI). Il Coordinamento può intervenire anche su mandato del Mediatore europeo presso gli uffici centrali dello Stato.
Inoltre, rappresenta la Difesa civica nazionale italiana con il Mediatore europeo e si raccorda con la Rete degli Ombudsman/Difensori civici europei, di cui fanno parte tutti i Difensori civici italiani, anche attraverso un funzionario di collegamento.

## Elezione
Il difensore civico regionale, è nominato dal Consiglio regionale tra i cittadini italiani residenti, rimane in carica per la stessa durata del consiglio ed ha sede presso lo stesso Consiglio regionale. Il mandato del Difensore Civico può essere revocato per gravi violazioni di legge o per gravi motivi connessi all’esercizio delle sue funzioni. Non può essere rieleggibile.

## Funzioni
Il difensore ha funzioni informative nei confronti dei cittadini sull'andamento delle pratiche amministrative della regione. La legge 191-1998 (nota come Bassanini ter), ha esteso questa facoltà anche nei confronti degli atti delle amministrazioni periferiche dello Stato, con esclusione delle amministrazioni che operano nel campo della difesa, sicurezza pubblica e giustizia.
L'Organo ha acquistato progressivamente prerogative in ambito antidiscriminatorio e a tutela del diritto alla salute.
Interviene gratuitamente avverso i ritardi o gli abusi della Pubblica Amministrazione, tenta una conciliazione, svolgendo un ruolo soprattutto conciliativo. Tra i suoi doveri, sollecita i responsabili dei procedimenti, chiede notizie sullo stato dell’arte di pratiche, aiuta il cittadino ad orientarsi nella della Pubblica Amministrazione. Oltre al principale ruolo conciliativo, il Difensore Civico regionale, può provvedere alla nomina di commissari ad acta qualora gli enti locali ritardino od omettano di compiere atti obbligatori per legge.